# Saison 2025 de la Ligue canadienne de football
Navigation
2024 2026
La saison 2025 est la 67e saison de la Ligue canadienne de football et la 139e saison de football canadien depuis la fondation de la Canadian Rugby Football Union en 1884. Les matchs préparatoires ont débuté le 19 mai, et la saison régulière a commencé le 5 juin pour et se terminera le 25 octobre. Les matchs éliminatoires se tiendront les 1er et 8 novembre et le match de la coupe Grey aura lieu le 16 novembre. 

## Événements
La ligue annonce en février 2025 que le plafond salarial pour la saison sera de 6 062 365 CAD par club. Ce montant est de 412 365 CAD plus élevé que le montant de base prévu dans la convention collective de 2022 en raison des revenus générés lors de la saison précédente.
Le commissaire de la ligue Randy Ambrosie (en) avait annoncé en octobre 2024 qu'il quitterait son poste après la fin de la saison 2024, restant en place jusqu'à ce qu'un successeur soit annoncé. En avril 2025 Stewart Johnston (en), ancien président de TSN et alors vice-président de Bell Média, est nommé au poste de commissaire.

## Changements aux règlements
Les changements suivants aux règles du jeux sont approuvées :
- La pénalité de 25 verges pour rudesse envers le passeur est modifiée pour y ajouter de nouvelles circonstances.
- D'autres gestes répréhensibles sont ajoutés à la liste des actions entraînant une expulsion immédiate, soit les blocs bas sur des jeux de bottés et les coups de poing portés à la tête.
- Un nouvelle pénalité de 15 verges ainsi qu'un premier jeu automatique sont accordés en cas de plaqué bas envers un receveur de passes qui n'est pas en mesure de se protéger adéquatement.
- Lorsqu'une passe avant est touchée par un receveur inadmissible, tous les joueurs des deux équipes sont autorisés à attraper le ballon.
- La définition de passe hors-jeu est modifiée.
- La restriction sur la distance totale des pénalités majeures est supprimée : la distance totale de toutes les pénalités sera appliquée jusqu'à la ligne d'une verge au maximum, au lieu d'être appliquée jusqu'à la moitié de la distance jusqu’à la ligne des buts.

## Résultats

### Classements
| Clt   | Équipe                 | PJ | V | D | N | BP | BC | Pts |
| ----- | ---------------------- | -- | - | - | - | -- | -- | --- |
| +001, | Alouettes de Montréal  | 18 | - | - | - | -  | -  | -   |
| +002, | Argonauts de Toronto   | 18 | - | - | - | -  | -  | -   |
| +003, | Rouge et Noir d'Ottawa | 18 | - | - | - | -  | -  | -   |
| +004, | Tiger-Cats de Hamilton | 18 | - | - | - | -  | -  | -   |

| Clt   | Équipe                           | PJ | V | D | N | BP | BC | Pts |
| ----- | -------------------------------- | -- | - | - | - | -- | -- | --- |
| +001, | Blue Bombers de Winnipeg         | 18 | - | - | - | -  | -  | -   |
| +002, | Roughriders de la Saskatchewan   | 18 | - | - | - | -  | -  | -   |
| +003, | Lions de la Colombie-Britannique | 18 | - | - | - | -  | -  | -   |
| +004, | Elks d'Edmonton                  | 18 | - | - | - | -  | -  | -   |
| +005, | Stampeders de Calgary            | 18 | - | - | - | -  | -  | -   |

### Séries éliminatoires
|  | Demi-finale de divisions | Demi-finale de divisions | Demi-finale de divisions | Demi-finale de divisions |  |  | Finale de divisions | Finale de divisions | Finale de divisions | Finale de divisions |  |  | 112e Coupe Grey             | 112e Coupe Grey             | 112e Coupe Grey             | 112e Coupe Grey             |
|  |                          |                          |                          |                          |  |  |                     |                     |                     |                     |  |  |                             |                             |                             |                             |
|  |                          |                          |                          |                          |  |  | 8 novembre 2025 -   | 8 novembre 2025 -   | 8 novembre 2025 -   | 8 novembre 2025 -   |  |  | 16 novembre 2025 - Winnipeg | 16 novembre 2025 - Winnipeg | 16 novembre 2025 - Winnipeg | 16 novembre 2025 - Winnipeg |
|  |                          |                          |                          |                          |  |  | 8 novembre 2025 -   | 8 novembre 2025 -   | 8 novembre 2025 -   | 8 novembre 2025 -   |  |  | 16 novembre 2025 - Winnipeg | 16 novembre 2025 - Winnipeg | 16 novembre 2025 - Winnipeg | 16 novembre 2025 - Winnipeg |
|  |                          |                          |                          |                          |  |  | 8 novembre 2025 -   | 8 novembre 2025 -   | 8 novembre 2025 -   | 8 novembre 2025 -   |  |  | 16 novembre 2025 - Winnipeg | 16 novembre 2025 - Winnipeg | 16 novembre 2025 - Winnipeg | 16 novembre 2025 - Winnipeg |
|  |                          |                          |                          |                          |  |  | 8 novembre 2025 -   | 8 novembre 2025 -   | 8 novembre 2025 -   | 8 novembre 2025 -   |  |  | 16 novembre 2025 - Winnipeg | 16 novembre 2025 - Winnipeg | 16 novembre 2025 - Winnipeg | 16 novembre 2025 - Winnipeg |
|  |                          |                          |                          |                          |  |  | 8 novembre 2025 -   | 8 novembre 2025 -   | 8 novembre 2025 -   | 8 novembre 2025 -   |  |  | 16 novembre 2025 - Winnipeg | 16 novembre 2025 - Winnipeg | 16 novembre 2025 - Winnipeg | 16 novembre 2025 - Winnipeg |
|  |                          |                          |                          |                          |  |  |                     |                     |                     |                     |  |  | 16 novembre 2025 - Winnipeg | 16 novembre 2025 - Winnipeg | 16 novembre 2025 - Winnipeg | 16 novembre 2025 - Winnipeg |
|  | 1er novembre 2025 -      |                          |                          |                          |  |  |                     |                     |                     |                     |  |  | 16 novembre 2025 - Winnipeg | 16 novembre 2025 - Winnipeg | 16 novembre 2025 - Winnipeg | 16 novembre 2025 - Winnipeg |
|  |                          |                          |                          |                          |  |  |                     |                     |                     |                     |  |  | 16 novembre 2025 - Winnipeg | 16 novembre 2025 - Winnipeg | 16 novembre 2025 - Winnipeg | 16 novembre 2025 - Winnipeg |
|  |                          |                          |                          |                          |  |  |                     |                     |                     |                     |  |  | 16 novembre 2025 - Winnipeg | 16 novembre 2025 - Winnipeg | 16 novembre 2025 - Winnipeg | 16 novembre 2025 - Winnipeg |
|  |                          | 8 novembre 2025 -        |                          |                          |  |  |                     |                     |                     |                     |  |  | 16 novembre 2025 - Winnipeg | 16 novembre 2025 - Winnipeg | 16 novembre 2025 - Winnipeg | 16 novembre 2025 - Winnipeg |
|  |                          |                          |                          |                          |  |  |                     |                     |                     |                     |  |  | 16 novembre 2025 - Winnipeg | 16 novembre 2025 - Winnipeg | 16 novembre 2025 - Winnipeg | 16 novembre 2025 - Winnipeg |
|  |                          |                          |                          |                          |  |  |                     |                     |                     |                     |  |  |                             |                             |                             |                             |
|  |                          |                          |                          |                          |  |  |                     |                     |                     |                     |  |  |                             |                             |                             |                             |
|  |                          |                          |                          |                          |  |  |                     |                     |                     |                     |  |  |                             |                             |                             |                             |
|  |                          |                          |                          |                          |  |  |                     |                     |                     |                     |  |  |                             |                             |                             |                             |
|  |                          |                          |                          |                          |  |  |                     |                     |                     |                     |  |  |                             |                             |                             |                             |
|  |                          |                          |                          |                          |  |  |                     |                     |                     |                     |  |  |                             |                             |                             |                             |
|  |                          |                          |                          |                          |  |  |                     |                     |                     |                     |  |  |                             |                             |                             |                             |
|  | 1er novembre 2025 -      |                          |                          |                          |  |  |                     |                     |                     |                     |  |  |                             |                             |                             |                             |
|  |                          |                          |                          |                          |  |  |                     |                     |                     |                     |  |  |                             |                             |                             |                             |
|  |                          |                          |                          |                          |  |  |                     |                     |                     |                     |  |  |                             |                             |                             |                             |
|  |                          |                          |                          |                          |  |  |                     |                     |                     |                     |  |  |                             |                             |                             |                             |
|  |                          |                          |                          |                          |  |  |                     |                     |                     |                     |  |  |                             |                             |                             |                             |
|  |                          |                          |                          |                          |  |  |                     |                     |                     |                     |  |  |                             |                             |                             |                             |
|  |                          |                          |                          |                          |  |  |                     |                     |                     |                     |  |  |                             |                             |                             |                             |

## Honneurs individuels
- Joueur par excellence:
- Joueur défensif par excellence:
- Joueur canadien par excellence:
- Joueur de ligne offensive par excellence:
- Recrue par excellence:
- Joueur des unités spéciales par excellence: